# Dolmen de Védrines
Le dolmen de Védrines est un dolmen situé sur la commune de Vieille-Brioude dans le département français de la Haute-Loire.

## Protection
Le dolmen, près du hameau de Védrines, est classé au titre des monuments historiques en 1889.